# توم إي. هوف
توم إي. هوف (بالإنجليزية: Tom E. Huff)‏ (8 يناير 1938، مقاطعة تارانت في الولايات المتحدة - 16 يناير 1990، فورت وورث في الولايات المتحدة)؛ روائي أمريكي.